# رأی اکثریت
رأی اکثریت (انگلیسی: Plurality) یا اکثریت نسبی، از نظریه‌های رأی‌دهی در نظام‌های انتخاباتی است و وضعیتی را توصیف می‌کند، که یک کاندید در نتیجه رقابتی انتخاباتی، بیشترین تعداد رأی (اکثریت) را نسبت به سایرین بدست آورد، ولی موفق به دریافت نیمی از رأی‌ها نشده باشد. به عنوان مثال، اگر در مجموع ۱۰۰ رأی و ۳ کاندید وجود داشته باشد، کاندید اول ۴۵ رأی، دوم ۳۵ و سومین کاندید ۲۵ رأی بدست آورده باشند، کاندید اول با وجود آنکه اکثریت را در اختیار داشته، ولی بعلت عدم دریافت حداقل ۵۰ رأی (نیمی از تعداد رأی‌ها) برنده بشمار نخواهد شد. گرچه در برخی از رای‌گیری‌ها، بر پایه قوانین سازمان برگزار کننده انتخابات، کاندیدای برنده تنها لازم است که رأی اکثریت را بدست بیاورند. مؤسسه حقوق بین‌الملل، رأی اکثریت را به‌طور ساده؛ در اختیار داشتن بیش از نیمی از تعداد آراء تعریف نموده‌است.